# Йосип Юрчич
Йосип Юрчич (словен. Josip Jurčič, 4 березня 1844, Мулява  — 3 травня 1881, Любляна) — словенський письменник та журналіст.

## Життєпис
Походив з селянської родини. Народився у 1844 році в селищі Мулява. Закінчив початкову школу у с. Вишня Гора. Після цього навчався з 1857 року в середній школі, Любляна. У 1865 році поступив до Віденського університету на факультет філології. Проте не зміг його закінчити через матеріальні негаразди.
У 1868 році переїздить до Любляни, де бере участь у виданні серії творів словенських класиків «Младіка». Того ж року призначається помічником головного редактора газети «Словенський народ» в Мариборі. З 1868 до 1871 року бере участь у громадсько-політичному русі «Табор».
У 1870—1871 роках редагував Південнослов'янську газету. У 1871 році стає редактором газети «Словенський народ» у Мариборі. У 1872 році разом з редакцією перебирається до Любляни. 1879 року у Юрчича виявлено сухоти, від яких він помер у 1881 році в Любляні.

## Творчість
Йосип Юрчич формувався як письменник під впливом Франа Левстіка. Матеріал для своїх ранніх повістей — «Юрій Коз'як, словенський яничар» (1864 рік); «Донька міського судді» (1866 рік) брав з національної минувщини.
Він є автором перших в словенській літературі романів «Десятий брат» (1866—1867 роки), «Доктор Зобер» (1876 рік); «Колір і плід» (1877 рік), в яких були ще сильні риси романтизму.
Реалистичні тенденції проявилися в творчості письменника в повісті «Син сусіда» (1868 рік) і новелах про «маленьких» людей — «Божидар Тіртель» (1867 рік), «Люлька тютюну» (1870 рік).
Постановкою трагедії Юрчича «Вероніка Десеницька» (1886 рік) розпочав свій перший сезон Словенський Національний театр, відкритий в Любляні у 1892 році.
В доробку Юрчича 29 повістей, 5 новел, 8 романів.